# Markvippach
Markvippach là một đô thị thuộc huyện Sömmerda trong bang Thüringen, nước Đức. Đô thị này có diện tích 9,18 km², dân số thời điểm 31 tháng 12 năm 2006 là 570 người.